# Washingtonville (Nueva York)
Washingtonville es una villa ubicada en el condado de Orange, estado de Nueva York, Estados Unidos. Según el censo de 2020, tiene una población de 5657 habitantes.

## Geografía
La localidad está ubicada en las coordenadas 41°25′43″N 74°9′31″O / 41.42861, -74.15861 (41.428481, -74.158574). Según la Oficina del Censo, la localidad tiene un área total de 6.61 km², de la cual 6.57 km² son tierra y 0.04 km² son agua.

## Demografía
Según la Oficina del Censo, en 2000 los ingresos medios de los hogares de la localidad eran de $62,568 y los ingresos medios de las familias eran de $69,145. Los hombres tenían unos ingresos medios de $57,552 frente a $39,958 para las mujeres. Los ingresos per cápita eran de $24,036. Alrededor del 3.7% de la población estaban por debajo del umbral de pobreza.
De acuerdo con la estimación 2016-2020 de la Oficina del Censo, los ingresos medios de los hogares de la localidad son de $86,116 y los ingresos medios de las familias son de $109,183. Los ingresos per cápita en los últimos doce meses, medidos en dólares de 2020, son de $37,445.  Alrededor del 3.5% de la población está por debajo del umbral de pobreza.